# Ehrharta juncea
Ehrharta juncea là một loài thực vật có hoa trong họ Hòa thảo. Loài này được (R.Br.) Spreng. mô tả khoa học đầu tiên năm 1825.